# 線圈裝訂

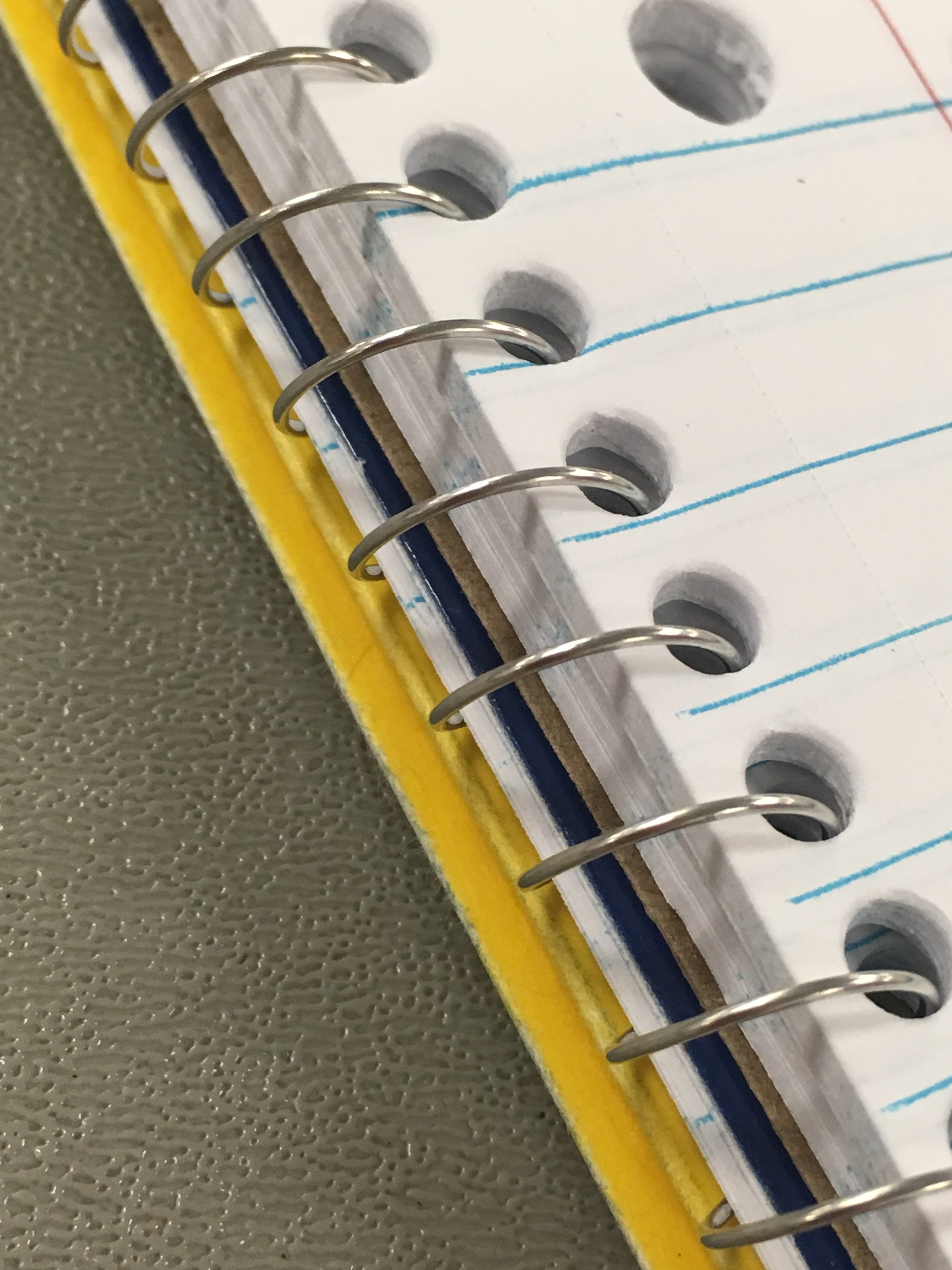
一本經線圈裝訂的笔记本

线圈装订，也称为螺旋装订，簡稱圈裝，是一种常見的文件、書本裝訂方式。書本或筆記本上的螺旋线圈可以360度旋转。用于装订的线圈是由高质量的PVC塑料制成的。 

## 历史
Spiral Binding Company成立于1932年，是美国第一家机械装订公司。該公司推出金属螺旋线圈装订書本的方式。